# Citromsárga kupakgomba
A citromsárga kupakgomba (Entoloma pleopodium) a döggombafélék családjába tartozó, Európában honos, erdőkben, parkokban, kertekben élő, nem ehető gombafaj.

## Megjelenése
A citromsárga kupakgomba kalapja 2-4 (5) cm széles, eleinte félgömb alakú, majd kúpos, harangszerű, később széles domborúan, majdnem laposan kiterül, közepén kis púppal. Higrofán: nedvesen színe élénk sárga (néha zöldes, barnás vagy vörösbarnás árnyalattal), a közepe sötétebb; megszáradva fakószürke, okkeres. Nedvesen széle mélyen, szinte a kalap közepéig áttetszően bordás. 
Húsa vékony, törékeny, kalapszínű. Szaga kellemes, édesen aromás, íze kellemetlen.   
Közepesen ritkás lemezei tönkhöz nőttek vagy majdnem szabadon állók. Színük fehéres, fakósárga, éretten rózsaszínes, okkeres árnyalattal.
Tönkje 2–8 cm magas és 0,2-0,5 cm vastag. Alakja karcsú, hengeres vagy tövénél kissé vastagodó. Színe a kalapéhoz hasonló sárga, az alsó részén barnás. Felszíne hosszanti szálas. Tövéhez fehér micéliumszövedék kapcsolódik. 
Spórapora rózsaszínű. Spórája szögletes, 5-6 csúcsú, mérete 8-11 x 6,5-8 µm.

### Hasonló fajok
A narancsos mohakígyógomba vagy a zöldes pitykegomba hasonlít hozzá.

## Elterjedése és termőhelye
Európában honos.
Lombos és tűlevelű erdőkben ligeterdőkben, kertek gyomos-csalános részein található meg, főleg nedves, humuszban gazdag talajon. Júliustól októberig. 
Nem ehető.